# Замбија на Светском првенству у атлетици на отвореном 2011.
Замбија је учествовала на 13. Светском првенству у атлетици на отвореном 2011. одржаном у Тегу од 27. августа до 4. септембра тринаести пут, односно учествовао је на свим првенствима до данас. Репрезентацију Замбије је представљало 3 учесника (2 мушкараца и 1 жена) који су се такмичили у 3 дисциплине (2 мушке и 1 женска). , 
На овом првенству Замбија није освојила ниједну медаљу, нити је постигнут неки рекорд.

## Учесници
| Мушкарци: - Џералд Фири — 100 м - Принс Мумба — 800 м | Жене: - Рејчел Начула — 400 м |  |

## Резултати

### Мушкарци
| Атлетичар   | Дисциплина | Лични рекорд | Квалификације | Квалификације | Полуфинале           | Полуфинале           | Финале               | Финале       | Детаљи |
| Атлетичар   | Дисциплина | Лични рекорд | Резултат      | Место         | Резултат             | Место                | Резултат             | Место        | Детаљи |
| ----------- | ---------- | ------------ | ------------- | ------------- | -------------------- | -------------------- | -------------------- | ------------ | ------ |
| Џералд Фири | 100 м      | 10,06 НР     | 10,60         | 6. у гр. 6    | Није се квалификовао | Није се квалификовао | Није се квалификовао | 40 / 54 (56) |        |
| Принс Мумба | 800 м      | 1:46,14 НР   | 1:46,73 кв    | 4. у гр 2     | 1:47,06              | 8. у гр 2            | Није се квалификовао | 20 / 43 (44) |        |

### Жене
| Атлетичарка   | Дисциплина | Лични рекорд | Квалификације | Квалификације | Полуфинале | Полуфинале | Финале                | Финале       | Детаљи |
| Атлетичарка   | Дисциплина | Лични рекорд | Резултат      | Место         | Резултат   | Место      | Резултат              | Место        | Детаљи |
| ------------- | ---------- | ------------ | ------------- | ------------- | ---------- | ---------- | --------------------- | ------------ | ------ |
| Рејчел Начула | 400 м      | 51,39        | 53,49 кв, ЛРС | 5. у гр. 3    | 53,30 ЛРС  | 7. у гр. 3 | Није се квалификовала | 22 / 36 (37) |        |